# Dienis Cargusz
Dienis Igoriewicz Cargusz, ros. Денис Игоревич Царгуш (ur. 1 września 1987 w Gudaucie) – rosyjski zapaśnik narodowości abchaskiej, brązowy medalista olimpijski, trzykrotny mistrz świata i trzykrotny mistrz Europy w kategorii do 74 kg w stylu wolnym.
Największym jego sukcesem jest brązowy medal igrzysk w Londynie 2012 w kategorii 74 kg i złoty medal mistrzostw świata 2009, rok później w Moskwie i w 2014.
Drugi w Pucharze Świata w 2007, piąty w 2009 i pierwszy w drużynie w 2008. Mistrz uniwersjady w 2013. Trzeci na igrzyskach wojskowych w 2007. Wojskowy mistrz świata w 2006. Pierwszy na Światowych Igrzyskach Sportów Walki w 2013. Mistrz Rosji w 2009, 2010, 2012 i 2014; drugi w 2016, a trzeci w 2008 i 2013 roku.